# 주명룡
주명룡(1945년 8월 25일 ~ )은 대한민국의 사회기관단체인으로, 대한은퇴자협회 회장이다. IMF로 무너지는 한국 중장년층의 삶의 모습을 보면서 21년간의 미국생활을 접고 귀국하여 노령전문 사회단체인 KARP(대한은퇴자협회)를 설립, 23년째 노령화 전문 NGO로 성장 시켜 왔다. 75,000여 시간(2023년 12월)의 이타적 사회봉사 활동을 통해 사회제도개선과 중장노년층의 삶의 질 향상을 위해 활동하고 있다.

## 학력
- 머시대학 통상학 명예박사 (2000.5.30. 62차 졸업식)
- 머시대학대학원 조직통솔학 석사
- 뉴욕대학교 국제NGO과정 수료
- 다트머스대학교 Tuck, 소수민족최고경영자과정 수료
- 수도의과대학(現 고려대학교 의과대학) 중퇴

## 경력
- 뉴욕한인회 회장
- 대통령자문 고령화 및 미래사회위원회 위원
- 국제노령연맹(IFA) 이사
- 노년학회 이사
- 대한은퇴자협회 회장
- (사)에이지연합 대표이사
- 노동부 사회적기업육성위원회 위원
- 보건복지부 베이비부머 미래구상포럼 위원회 위원
- 고용복지연금선진화연대 대표(2014.09~2017.09)
- 경사노위 국민연금개혁 및 노후소득보장특별위원
- 국민연금공단 비상임이사

## 수상
- 2001년 4월 7일 머시대학교 50주년 기념 50인 선정 명예의 전당 입성
- 2000년 뉴욕주지사 최고경영자상
- 1999년 미국 상무성 소수민족기업가상
- 1999년 미 상무성  윌리암  달리 장관상
- 1999년 미 동부지역 중소기업청장 상
- 1996년 Ellis Island Medal of Honor(엘리스아일랜드 이민자 최고 명예 상)

- 미하원의원 찰스 랭글러 주명룡의 날 선포(1999.12.14)
- 뉴욕시 만하탄 바로장 루스메신저 주명룡의 날 선포(1997.7.2)
- 뉴욕시 의회 의장 마크 그린 주명룡의 날 선포(1996.3.2)
- 미하원의원 톰 맨튼 주명룡의 날 선포(1996.3.2)
- 미하원의원 제라드 내들러 주명룡의 날 선포 (1996.2.29)

## 저서
- 미국 정치에서 배워라(PAC를 통한 재미 한인 지위 향상) 주명룡 저| 두리 | 1998.07.25 | ISBN 8977150337
- 준비되셨나요? (칼럼 에세이) 주명룡 저| 제이앤씨커뮤니티 | 2010.08.25 | ISBN 9788993286816
- 퇴직은 있어도 은퇴는 없다 주명룡 저| 2011.05.30 | ISBN 9788994857190
- 잿빛새벽(KBS 3라디오 출발! 멋진 인생 500회 출연 기념 방송)| 2011. 8.25 | ISBN 9788994857268
- 승자독식, 바꾸자 기성정치 주명룡 저| 2017.02.28 | ISBN 9791196031800
- 승자독식,바꾸자 기성정치(증보판) 주명룡 저|2023.07,05 | ISBN 9791138820936

## 번역 서적
- 노령친화도시모델가이드 | 2010.10.15 | ISBN 9788995713877
- 노령친화의료센터가이드 | 2010.10.15 | ISBN 9788995713860